# Imrijevci
Imrijevci su naselje u Republici Hrvatskoj u Požeško-slavonskoj županiji, u sastavu općine Čaglin.

## Zemljopis
Imrijevci su smješteni oko 20 km južno od Čaglina na Dilj gori,  susjedna sela su Paka na jugozapadu i Slobodna Vlast na jugoistoku.

## Povijest
Naselje je dosta stradalo je ili nestao u poraću Drugog svjetskog rata, kad je ubijen znatan broj Hrvata i drugih. U Imrijevcima su rođeni hrvatski branitelji Zdenko Fržuljević i Zoran Petrović koji su kao 20-godišnjaci, pripadnici 1. gardijske brigade poginuli 1992. godine na južnom, dubrovačkom bojištu. Dana 9. lipnja 2016. godine otkriven je spomenik poginulim braniteljima ispred mjesne kapelice u Imrijevcima.

## Stanovništvo
Prema popisu stanovništva iz 2011. godine Imrijevci su imali 29 stanovnika, dok su prema popis stanovništva iz 1991. godine imali 82 stanovnika od čega 78,04% Hrvata.
| broj stanovnika | 137   | 150   | 148   | 155   | 169   | 250   | 307   | 259   | 236   | 241   | 240   | 208   | 123   | 82    | 51    | 29    | 19    |
|                 | 1857. | 1869. | 1880. | 1890. | 1900. | 1910. | 1921. | 1931. | 1948. | 1953. | 1961. | 1971. | 1981. | 1991. | 2001. | 2011. | 2021. |